# Dingač

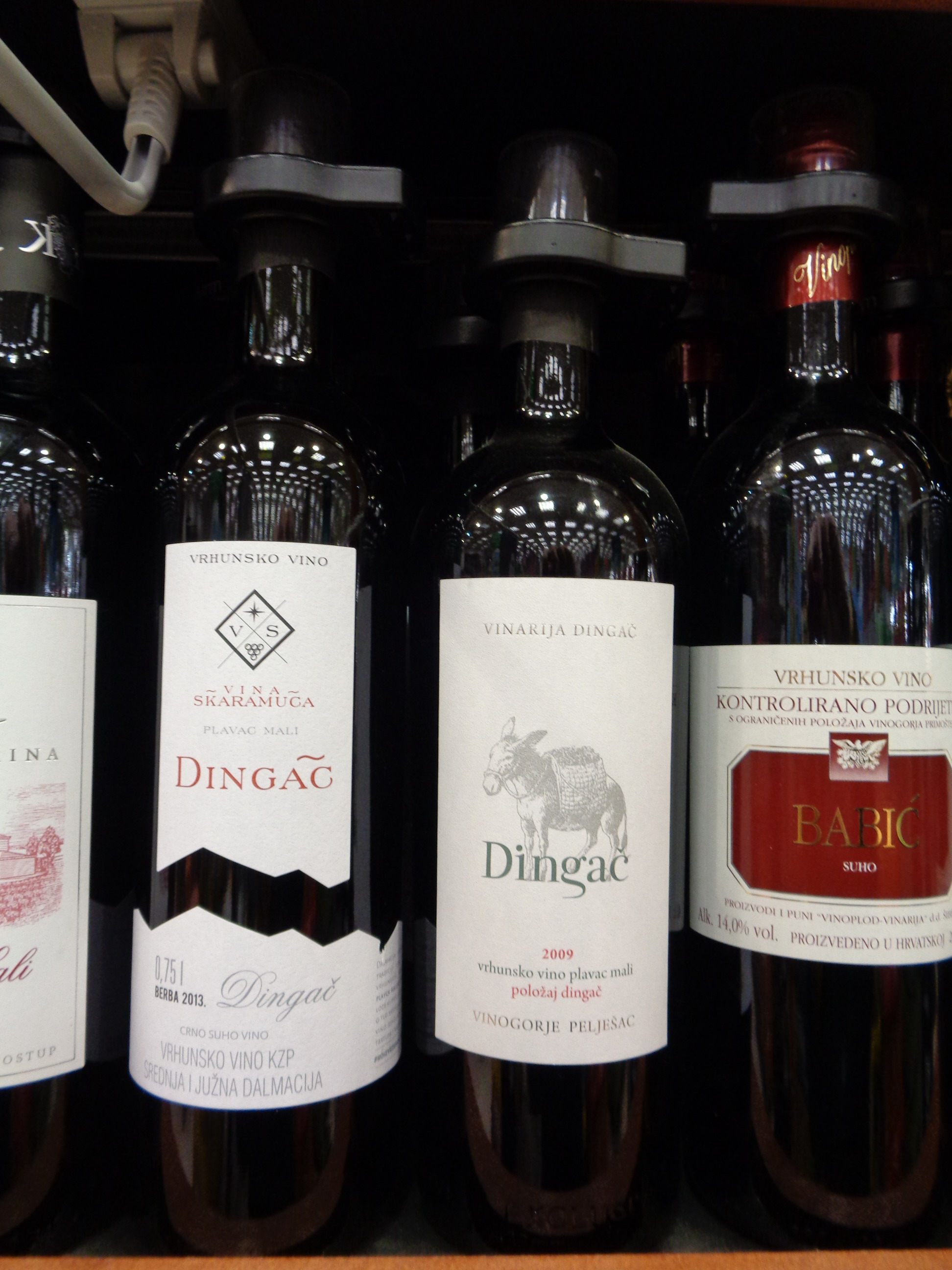
Zwei Flaschen Dingač von 2009 und 2013

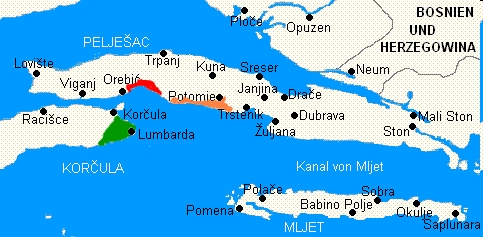
Herkunftsregionen des Dingač (orange), des Postup (rot) und des Grk (grün)

Dingač ist ein kroatischer Rotwein. Er wird im gleichnamigen Ort, in Potomje und einigen weiteren Gemeinden an der Südküste der Halbinsel Pelješac aus sehr spät gelesenem, zum Teil bereits rosiniertem Lesegut der autochthonen süddalmatinischen Rebe Mali Plavac gekeltert.
Der Dingač ist ein intensiv nach Beerenobst und Kirschen duftender, sehr dunkler, fast violettschwarzer Rotwein mit erheblichen Alkoholgraden von 14 Volumenprozent und mehr. Ein Dingač erlangt seine Trinkreife mit etwa 5 Jahren und ist mindestens weitere 10 Jahre sehr gut lagerfähig. Er ist immer ein tanninbetonter, wuchtiger Wein, zu jung aber oft etwas rau und unausgewogen. Der Dingač war der erste, damals noch jugoslawische Qualitätswein, der 1961 die geschützte Herkunftsbezeichnung und das Prädikat Kvalitetno Vino (Herausragender Wein) erhielt.

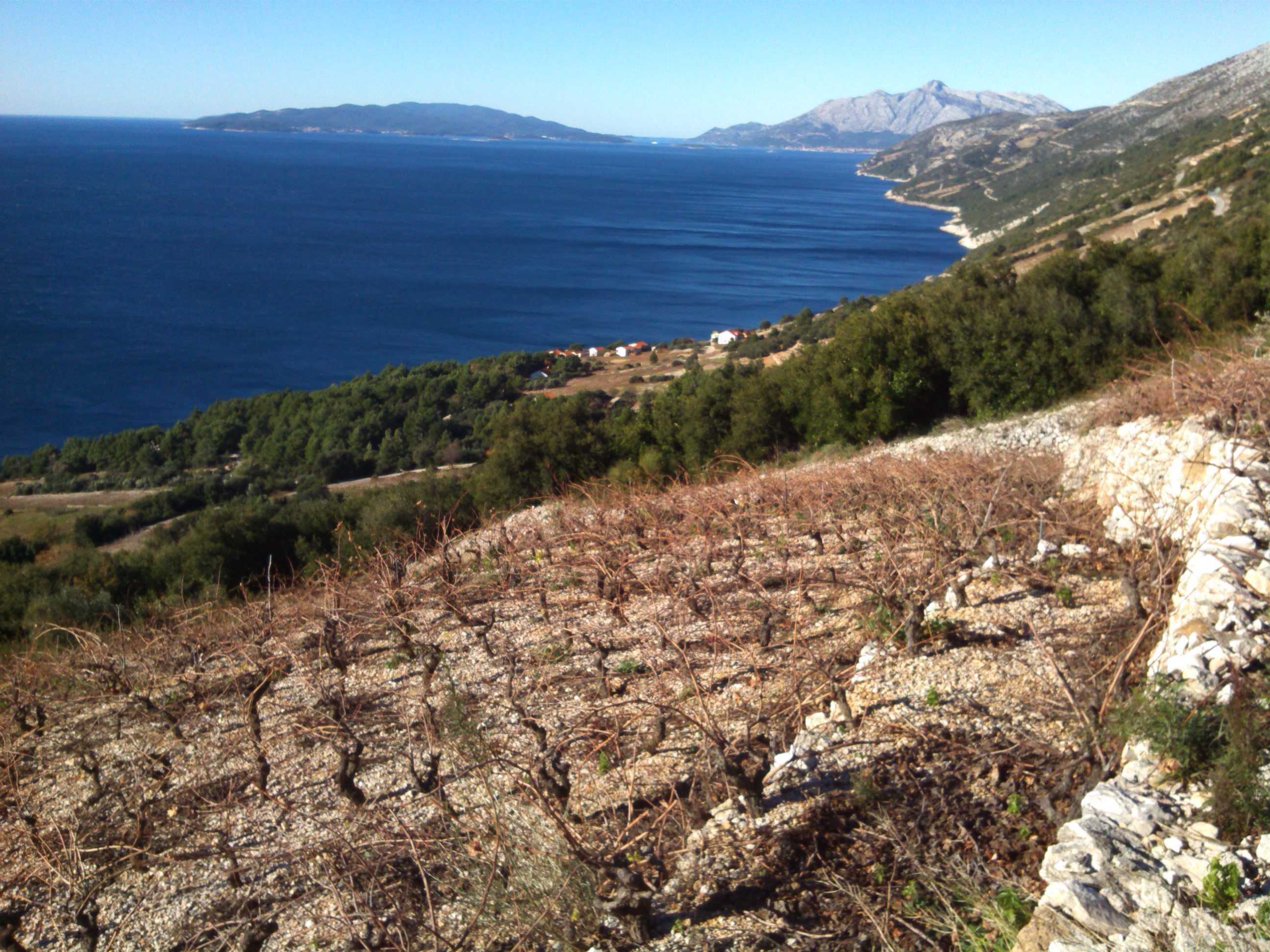
Weinberge in Dingač

Auch heute zählt der Dingač zu den bekanntesten und besten Rotweinen Kroatiens der Spitzenqualität erreichen kann (siehe Weinbau in Kroatien). In den überregionalen Handel kommen vor allem Erzeugnisse der Genossenschaftskellerei in Potomje, in der auch der ähnliche, aber meist etwas elegantere Postup gekeltert wird. Beide sind immer ansprechende, in guten Jahrgängen bemerkenswerte Rotweine, zählen aber nicht zu den besten Erzeugnissen aus der Mali Plavac. In den letzten Jahren haben einige lokale Winzer ihre Herstellungsmethoden modernsten Standards angepasst. Auch die Investitionen und Beteiligungen französischer Firmen sowie die Rückkehr einiger in Übersee erfolgreich gewordener kroatischer Weinbauern wirken sich positiv auf die Qualitätsentwicklung des Dingač aus.